# Gubernia chełmska
Gubernia chełmska (ukr. Холмська губернія, ros. Холмская губерния) – gubernia w Imperium Rosyjskim, utworzona z części guberni siedleckiej i lubelskiej ustawą z 6 lipca 1912 roku, powstała przez odłączenie od generał-gubernatorstwa warszawskiego, a od 1915 Królestwa Polskiego (Kraju Przywiślańskiego) jako ziemie „rdzennie ruskie”. 

## Historia
Inicjatywę utworzenia guberni chełmskiej wysunął prawosławny biskup chełmski Eulogiusz, który poczuł się zagrożony skutkami ukazu, w wyniku którego unici siłą włączeni do prawosławia w 1875 roku przechodzili na katolicyzm. W maju 1911 roku pomimo protestów posłów polskich w Dumie Państwowej Rosji uchwalono wniosek o wyodrębnienie guberni chełmskiej z Królestwa Polskiego. Po roku ustawę zaaprobowała Rada Państwa Imperium Rosyjskiego, a cesarz Mikołaj II Romanow podpisał ją 10 lipca 1912 roku. Gubernia została wyłączona z generał-gubernatorstwa warszawskiego, ale nie Królestwa Polskiego, które od tego czasu dzieliło się na generał-gubernatorstwo warszawskie i gubernię chełmską. Delimitację zakończono w kwietniu 1913 roku. Dekretem z 4 kwietnia 1915 roku Mikołaj II wyłączył ją z Królestwa Polskiego. Objęła obszar ok. 16 tys. km² z 896 316 mieszkańcami. Zgodnie z danymi zawartymi w tablicach statystycznych Dumy, w nowej guberni mieszkało 404 633 katolików, 327 322 prawosławnych, 29 123 protestantów i 135 238 żydów, choć inne źródła twierdzą, że katolicy stanowili tu prawie 53% ludności, a np. w powiecie zamojskim Polacy stanowili prawie 75% całkowitej ludności.
Gubernia została wydzielona przez władze rosyjskie w obawie przed oderwaniem Kraju Przywiślańskiego od Rosji w razie europejskiego konfliktu zbrojnego i w celu zintensyfikowania rusyfikacji. W 1912 roku nową gubernię wyjęto spod władzy generał-gubernatora warszawskiego, podporządkowując ją bezpośrednio ministerstwu spraw wewnętrznych Rosji. Instytucje oświatowe i sądowe podporządkowano władzom generał-guberialnym w Kijowie. Zachowano większość praw obowiązujących w Królestwie Polskim. Przeciw utworzeniu guberni chełmskiej wznoszono liczne protesty, także w dumie rosyjskiej. Ukazały się m.in. publikacje o polskości ziemi chełmskiej Lubomira Dymszy, Stefana Dziewulskiego i Henryka Wiercieńskiego.
Gubernia została włączona do generał-gubernatorstwa kijowskiego formalnie dopiero w 1915 roku, jednakże z powodu okupacji guberni przez państwa centralne decyzja o odłączeniu nie weszła faktycznie w życie.
Rozporządzeniem z 18 września 1915, w poszczególnych obwodach dawnych rosyjskich guberni lubelskiej i chełmskiej utrzymano granice, które istniały przed utworzeniem guberni chełmskiej w 1912 roku. Oznaczało, że nowy podział obwodów tych guberni, którego i tak w praktyce dotychczas w życie nie wprowadzono, austriacki Zarząd Wojskowy odtąd nie uwzględniał. W myśl rozporządzenia z 12 sierpnia 1916, okupant niemiecki gubernię chełmską uznał za część Królestwa Polskiego. Mimo tego traktat brzeski podpisany w lutym 1918 roku przez mocarstwa centralne z Ukraińską Republiką Ludową przewidywał, że ziemie guberni staną się częścią państwa ukraińskiego.

## Zasięg terytorialny
Granica guberni chełmskiej i lubelskiej była bardzo złożona i kręta (m.in. z enklawami gmin Radecznica i Tarnogród, które nie weszły w skład guberni chełmskiej). Wynikało to z rzekomej przewagi ludności ruskiej mieszkającej na tych terenach, uwzględnianej poprzez sfałszowane urzędowe dane statystyczne.
- W skład guberni chełmskiej weszły ze zlikwidowanej guberni siedleckiej powiaty:
  - bialski
  - część konstantynowskiego (gminy Hołowczyce, Kornica, Łosice, Czuchleby, Olszanka, Bohukały, Witulin, Huszlew, Zakanale, Pawłów, Rokitno, Swory oraz osada Janów)
  - część włodawskiego (wsie Bednarzówka, Białka, Uhnin i Chmielów z gminy Dębowa Kłoda; gmina Ostrów (Lubelski); wsie Babianka, Kolechowice i Tyśmienica z gminy Tyśmienica; gminy Uścimów, Wola Wereszczyńska, Włodawa, Wyryki, Hańsk, Horodyszcze, Krzywowierzba, Opole, Romanów, Sobibór, Turno i miasto Włodawa)
  - fragment radzyńskiego (gminy Tłuściec, Zahajki, Szóstka; wsie Kolembrody i Żelizna z gminy Żelizna; gminy Brzozowy Kąt, Jabłoń i Żerocin).

- Ponadto z guberni lubelskiej przyłączono powiaty:
  - hrubieszowski
  - tomaszowski
  - znaczna część chełmskiego (gminy Cyców, Siedliszcze, Pawłów, Bukowa, Wojsławice, Żmudź, Krzywiczki, Olchowiec, Rakołupy, Rejowiec, Świerże, Staw, Turka oraz miasto Chełm)
  - znaczna część zamojskiego (wsie Wiszenki, Zabytów, Monastyrek z gminy Stary Zamość; gminy Wysokie, Szczebrzeszyn; wsie Wólka Czarnostocka, Dzielce, Radecznica, klasztor Radecznicki, Trzęsiny i Czarnystok z gminy Radecznica; wieś Rozłopy z gminy Sułów; gmina Zamość z wyjątkiem wsi Żdanów; wsie Białowola, Wólka Wieprzecka i Lipsko z gminy Mokre; gmina Zwierzyniec; wsie Lipowiec, Sochy, Tereszpol i Szozdy z gminy Tereszpol; gminy Krasnobród, Łabunie, Skierbieszów i Suchowola oraz miasto Zamość)
  - znaczna część biłgorajskiego (miasto Biłgoraj; wsie Puszcza Solska, Rożnówka, Bojary i Dyle z gminy Puszcza Solska; wsie Dereźnia Solska, Dereźnia Zagrody, Łazory, Majdan Stary, Majdan Nowy, Rogale, Ruda Solska, Sól i Smólsko z gminy Sól; wsie Harasiuki i Ryczki z gminy Huta Krzeszowska; gminy Krzeszów, Babice, Biszcza, Wola Różaniecka, Górny Potok, Księżpol, Łukowa i Majdan Sopocki)
  - fragmenty lubartowskiego (wsie Dratów, Kaniwola, Kobyłki, Ludwin i Szczecin z gminy Ludwin)
  - fragmenty krasnostawskiego (wsie Dobryniów, Łopiennik Ruski (Dolny) i Stężyca z gminy Łopiennik; wsie Bzite, Wincentów, Krupiec, Krupe, Zagroda, Kostunin, Żdżanne i Wierzchowiny z gminy Rudka; wsie Kraśniczyn Aleksandrowski, Anielpol, Brzeziny, Bończa, Wólka Kraśniczyńska, Drewniki, Zalesie, Kraśniczyn, Olszanka i Stara Wieś z gminy Czajki).

Po utworzeniu gubernia chełmska dzieliła się na 8 powiatów:
- powiat bialski
- powiat biłgorajski
- powiat chełmski
- powiat hrubieszowski
- powiat konstantynowski
- powiat włodawski
- powiat tomaszowski
- powiat zamojski